# سیارک ۸۰۴۵
سیارک ۸۰۴۵ (به انگلیسی: 8045 Kamiyama، نامگذاری:1995AW) هشت هزار و چهل و پنجمین سیارک کشف شده‌است که در ۶ ژانویه ۱۹۹۵ کشف شد.